# Hortense Anda-Bührle
Isabella Katharina Alix Hortense Anda-Bührle (* 18. Mai 1926 in Zürich; † 16. Mai 2014 ebenda) war eine Schweizer Unternehmerin, Kunstsammlerin und Mäzenin.

## Leben
Hortense Bührle kam 1926 als Tochter des deutschen Industriellen Emil Georg Bührle und seiner Frau Wilhelmine Charlotte, geborene Schalk, in Zürich zur Welt. Der Vater hatte sich mit seiner Familie in der Schweiz niedergelassen, nachdem er 1923 die Geschäftsführung der Werkzeugmaschinenfabrik Oerlikon übernommen hatte und zum Rüstungsbetrieb Oerlikon-Bührle ausbaute. Ihr älterer Bruder war Dieter Bührle. 1937 erhielt die Familie das Bürgerrecht der Stadt Zürich und damit die Schweizer Staatsangehörigkeit.
Ihre schulische Ausbildung erhielt Hortense Bührle zunächst am Hochalpinen Töchterinstitut Ftan und setzte sie anschliessend an der St. George’s School in Clarens fort. Nach dem Tod des Vaters im Jahr 1956 wurde die damals 30-jährige Miterbin und Grossaktionärin des Bührle-Konzerns. Sie bekleidete in der Folgezeit Verwaltungsratsmandate in der Oerlikon-Bührle Holding AG, beim aufgekauften Schuhhersteller Bally, bei der familieneigenen Beteiligungsgesellschaft IHAG Holding und der Privatbank IHAG Zürich. Ferner trat sie als Anteilseignerin am italienischen Nudelhersteller Barilla und als Besitzerin des Hotel Storchen Zürich und des Hotel Castello del Sole in Ascona in Erscheinung.
1964 heiratete Hortense Bührle den Pianisten Géza Anda. Aus dieser Ehe ging der 1969 geborene Sohn Gratian Anda hervor. Nach dem Tod von Géza Anda im Juni 1976 gründete Hortense Anda-Bührle 1978 zum Andenken an ihren Mann die Géza-Anda-Stiftung und stand ihr seitdem als Präsidentin vor. Diese der Förderung des Pianistennachwuchses gewidmete Stiftung richtet den dreijährlich vergebenen Concours Géza Anda aus.

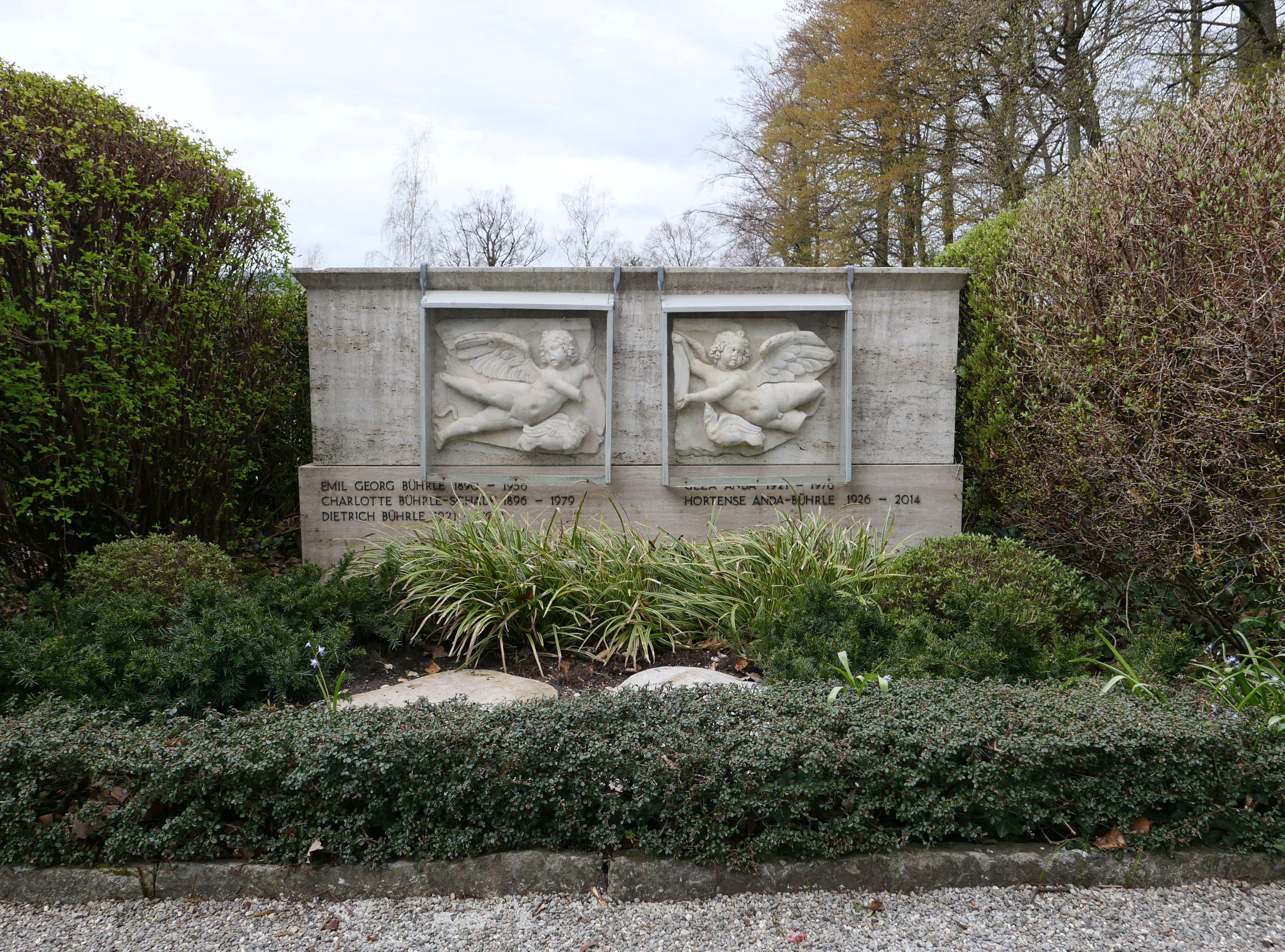
Das Grab von Hortense Anda-Bührle und ihrer Familie auf dem Friedhof von Rüschlikon

Gemeinsam mit ihrer Mutter und dem Bruder Dieter erbte sie die bedeutende Kunstsammlung ihres Vaters. Ein Drittel dieser Sammlung überführten die Familie 1960 in die Stiftung Sammlung E. G. Bührle, deren Präsidentin Hortense Anda-Bührle seit 1980 war. Die Kunstwerke der Stiftung waren ab April 1960 in einer dem Elternhaus benachbarten Villa der Öffentlichkeit zugänglich und werden seit dem 9. Oktober 2021 im neu eröffneten Erweiterungsbau des Kunsthauses Zürich ausgestellt. Die in Privatbesitz verbliebenen zwei Fünftel der Kunstsammlung liehen die Erben wiederholt zu Ausstellungen aus. Zudem war Hortense Anda-Bührle Kuratoriumsmitglied des Kunsthistorischen Instituts in Florenz. Darüber hinaus war sie langjähriges Mitglied im Stiftungsrat der Goethe-Stiftung für Kunst und Wissenschaft Zürich und im Stiftungsrat der Stiftung Kartause Ittingen.